# Chiridopsis punctata
Chiridopsis punctata (лат.) — вид жуков щитоносок (Cassidini) из семейства листоедов.

## Ареал
Распространены в Южной и Юго-Восточной Азии: Бирме, Вьетнаме, Индии, Индонезии, Южном Китае, Лаосе, Малайзии, Таиланде.

## Описание
Тело овальной, практически округлой формы, уплощённое, желтовато-песочного цвета с чёрными пятнами и полосами на дорсальной стороне тела. Голова сверху не видна, так как прикрыта переднеспинкой. Тело в длину может достигать 5-6 миллиметров, в ширину — 4-5 миллиметров. Надкрылья чёрные со слабыми зелёными пятнами. Они окружены желтоватой линией по всему краю дисков переднеспинки и надкрылий (у высушенных экземпляров такая линия и пятна становятся красновато-коричневыми). Голова, вентриты, ноги и усики жёлтые. Наиболее похожим видом является Chiridopsis rubromaculata, но он отличается красной окраской пятен.

## Биология
Растительноядная группа, питаются растениями различных видов, в том числе из семейства Вьюнковые (Convolvulaceae): Ipomoea sp., Argyreia sp.
.